# أثر جائحة فيروس كورونا على المرأة
جائحة فيروس كورونا والمرأة 2020؛ منذ إعلان منظمة الصحة العالمية فيروس كورونا المستجد كوفيد-19 على أنه جائحة واتُخذت التدابير القوية في جميع أنحاء العالم محاولة لاحتواء انتشاره، إلا أن الأثر الاجتماعي لفيروس كورونا المستجد يقع وطأته على النساء بشدة.
إذ يتحملن نتائج الاضطراب الاجتماعي والاقتصادي بنسب مضاعفة مقارنة بالرجال، بحسب تقرير بموقع المنتدى الاقتصادي العالمي، كما أظهرت دراسة حديثة أجراها المركز الصيني لمكافحة الأمراض على حوالي 44,600 من المصابين بكوفيد-19، أن معدل الوفيات بين الرجال كان 2.8% مقارنة بـ1.7% للنساء. ولكن بطرق أخرى، ربما أقل وضوحا، يبدو أن الفيروس يؤثر بشكل أكبر على النساء وأنهم هم الخاسر الأكبر.

## التداعيات الاقتصادية لفيروس كورونا على المرأة
توقعت منظمة المرأة العربية أن جائحة فيروس كورونا ستؤدي إلى “إدخال المزيد من الفقيرات إلى سوق العمل غير المنظم نتيجة الصرف من الخدمة الذي يلجأ إليه أرباب العمل – جراء الركود – للنساء أنفسهن في المقام الأول أو لأزواجهن، وستزيد نسب النساء المعيلات لأسرهن”. كما قد تؤدي الأزمة الناتجة عن كورونا إلى القضاء على “رائدات الأعمال الصغيرة” خاصة وأنهن يكافحن في بيئة عمل صعبة إلى جانب القضاء على جزء من الأعمال اليومية الحرة في إطار الإجراءات الاحترازية المتخذة ضد الوباء وهي في الغالب أعمال على بساطتها تعيل أسرا بأكملها.
وتشير تقديرات منظمة اليونسكو- يوم 10 مارس الماضي- إلى أن أكثر من 300 مليون طالب على مستوى العالم حاليا خارج الصفوف بسبب إغلاق المدارس نتيجة انتشار الفيروس؛ وبالتالي فإن الإغلاق الجماعي لمراكز رعاية الأطفال والمدارس في 15 دولة لم يترك أمام العديد من الأمهات العاملات خيارا سوى أخذ إجازة، أو محاولة العمل من المنزل أثناء رعاية أطفالهم. مما يضيف عبئا جديدا على النساء اللواتي سيقمن بتعليم أطفالهن ورعاية أفراد الأسرة إضافة إلى إنجاز عملهن الرسمي عبر الإنترنت وضمان حالة من الهدوء للمعيل الأول و«ربّ الأسرة» لإنجاز أعماله أيضًا. وستمثل هذه التراكمات تهديد لقدرة النساء على الانخراط في الأنشطة الاقتصادية الرسمية، وتفقدهن أجورهن ومكتسباتهن، الأمر الذي سيوسع الفجوة بين الجنسين.
ويمكن أن يكون لتفشي المرض تأثير سلبي غير متناسب من الناحية الاقتصادية على النساء اللاتي يشكلن مجموعة كبيرة من العاملين بدوام جزئي والعاملين غير الرسميين في جميع أنحاء العالم. وعادة ما تكون هذه الأنواع من الوظائف هي أول ما يتم التخلي عنها خلال الأزمات مثل التي نمر بها حاليا.
وتقول باحثة السياسات الصحية في جامعة سايمون فريزر الدكتورة جوليا سميث إنه خلال الأزمات الكبرى، عندما تضطر النساء إلى التخلي عن العمل والدخل للبقاء في المنزل، غالبا ما يجدن صعوبة في العودة لتلك الوظائف بعد الأزمة.
على سبيل المثال، فبينما «تأثر دخل الجميع من تفشي فيروس إيبولا في غربي أفريقيا، عاد دخل الرجال إلى ما كان عليه قبل تفشي المرض أسرع من دخل النساء».
تزايد الأدلة أيضًا على أن الآثار الاقتصادية لمرض فيروس كورونا المستجد ستلقي بضررًا أكبرعلى عاتق النساء، حيث تعمل المزيد من النساء في وظائف منخفضة الأجر وغير آمنة وغير رسمية. من المرجح أن تؤثر الاضطرابات، بما في ذلك القيود المفروضة على التنقل، على قدرة النساء على كسب الرزق وتلبية احتياجات أسرهن الأساسية، كما لوحظ في أزمة الإيبولا.
ووفقًا لسارة إي هندريكس، مديرة شعبة السياسات والبرامج والشؤون الحكومية الدولية بهيئة الأمم المتحدة للمرأة، فإنه «تعمل هيئة الأمم المتحدة للمرأة مع الشركاء للتأكد من أن تأثير الفيروس المتباين في الجنسين يؤخذ في الاعتبار في وضع استراتيجيات الاستجابة على المستويات القطرية والإقليمية والعالمية، وهذا يشمل دعم تحليل النوع الاجتماعي وجمع البيانات المصنفة حسب الجنس، بحيث لا تغفل المرأة ويؤخذ في الحسبان الواقع الذي تعيشه، ونحن نحاول حتى جمع المزيد من البيانات والمعرفة حول كوفيد-19. نحن نركز أيضًا على البرامج التي تبني المرونة الاقتصادية للمرأة في مواجهة هذا الظرف والصعاب المستقبلية المحتملة بحيث يكون لديهن الموارد التي يحتاجونها لأنفسهن ولأسرهن».

## التداعيات الاجتماعية لفيروس كورونا على المرأة

### الرعاية غير مدفوعة الأجر
وفقا لمنظمة العمل الدولية، تؤدي النساء والفتيات بالفعل معظم أعمال الرعاية غير مدفوعة الأجر- يقصد بها الرعاية المنزلية- في العالم. حيث إن النساء يؤدين 76.2% من إجمالي ساعات عمل الرعاية غير مدفوعة الأجر، أي أكثر من الرجال بثلاثة أضعاف. ويرتفع هذا الرقم في آسيا والمحيط الهادي إلى 80%.
يشير معدل انتشار الفيروس كورونا المستجد إلى أن العديد من الأشخاص الذين يعانون من كوفيد-19 سيحتاجون إلى رعاية في المنزل، مما سيزيد من العبء الإجمالي على النساء، ويعرضهن أيضا لخطر الإصابة بكورونا بشكل أكبر.
كما تؤكد الكاتبة جانيت باسكن لموقع بلومبيرغ، فإن الغالبية العظمى من المضيفين والمعلمين والعاملين في صناعة الخدمات من الإناث، وتضعهن وظائفهن في الخطوط الأمامية لانتشار المرض. وفي المنزل، ولا تزال النساء يقمن بمزيد من الرعاية، لذلك عندما يغلق الفيروس المدارس، ويحد من السفر، ويعرض الأقارب المسنين للخطر، فإن النساء لديهن المزيد للقيام به.

### العنف الأسري
كثر الحديث عالمياً ومحلياً عن ارتفاع ظاهرة العنف الأسري في هذه الفترة نتيجة وجود المعنِّف بشكل دائم مع الضحايا في أماكن مغلقة. ففي فرنسا مثلاً ارتفع في ظرف أسبوع واحد معدّل العنف الأسري إلى 32%، ما دفع منظمة الصحة العالمية التي تواجه اليوم تفشي فيروس كورونا، إلى إصدار منشور يفنّد أسباب زيادة العنف الأسري خلال هذا الفترة، ويقدّم استعراضاً لأبرز أنواع هذا العنف. ويذكر التقرير الذي صدر عن المنظمة دور كل من الحكومات والزعماء السياسيين والمؤسسات الصحية والهيئات الطبية والجمعيات الإنسانية والنسوية كما وأفراد المجتمع. ويشير التقرير إلى أن قبل انتشار الفيروس، كانت واحدة من ثلاث نساء تتعرّض للعنف الأسري، ولكن الضغوط التي شكلها انتشار الفيروس أدى إلى رفع هذه النسبة، فمثلاً وفقاً لأحد التقارير، تضاعف عدد حالات العنف المنزلي، التي تم الإبلاغ عنها إلى أحد مراكز الشرطة في جينغتشو، وهي مدينة في مقاطعة هوبي، ثلاث مرات في شباط 2020، مقارنة بالفترة نفسها من العام السابق.
فندما تتعرض الأسر للضغوط- نتيجة استراتيجيات العزل الذاتي والحجر الصحي- يميل خطر هذا العنف إلى التزايد. وتظهر التقارير الواردة من بعض المجتمعات المتأثرة أن كوفيد-19 يقود اتجاهات مماثلة في الوقت الحالي.
من جهتها، تقول أخصائية السياسات في مجال المرأة والتمكين الاقتصادي لمنظمة العمل الدولية لورا أداتي إن «تحدي الطوارئ يضع بالفعل ضغطا إضافيا على عدم المساواة القائمة في المجتمع». «إذا لم يكن هناك بالفعل مشاركة متساوية لرعاية الأطفال أو الأعمال المنزلية- فستكون النساء مسؤولات عن التعليم عن بعد- وضمان وجود الغذاء والإمدادات، للتعامل مع هذه الأزمة».

### الوصم بالمرض
يعتبر فيروس كورونا الستجد وصمة عار مضاعفة على النساء، فالوصم بهذا الفيروس يتضاعف- كما غيره- على المرأة في المجتمعات العربية. وانتشر خبر يفيد عن أنه تم منع بعض العراقيين السلطات من فرض حَجر صحي على الفتيات والنساء المصابات بفايروس “كورونا”، باعتبار أن مبيت المرأة خارج منزل ذويها أمر «معيب».
فأجبرت إحدى النساء العراقيات- التي أثبتت نتائج الفحوص المختبرية إصابتها بفيروس كورونا المستجد- على العودة إلى بيتها والمبيت مع أفراد أسرتها في بيت واحد. بعدما تشاجر ذووها مع الكوادر الطبية في المستشفى ورفضوا حجرها، لأنه “مغاير لعادات عشيرتهم وتقاليدها” التي لا تسمح للنساء المبيت في أماكن بعيدة من الأهل من دون مرافق.

## فيروس كورونا والصحة النفسية للمرأة
لم يكن من اليسير على العالم بأسره وخاصة المرأة الانتقال من حالة الحياة الطبيعية إلى وضع الذعر من خطر جائحة كورونا والضجر من البقاء في المنزل سيما وأن وقت انفراج الأزمة غير معلوم، وقد تطول المحنة إلى أجل مجهول. قد يكون الحجر الصحي خيارا ضروريا لا مفر منه للحفاظ على سلامة المواطنين والأمن الصحي للشعوب، لكن من الصعب أن يمر هذا الطارئ والظرف الصعب دون أن يخلّف تبعات سلبية محتملة على الصحة النفسية للأفراد.
تصاب الأمهات غالبًا بـ«الهلع» لدى انتشار مرض، أو ميكروب، أو فيروس ما، وهذا طبيعي، فهي تخشى على صغارها في الأوقات العادية، ولا يهدأ لها بال إلا بالاطمئنان عليهم، بدنيًا ونفسيًا.ومع اشتداد التحذيرات المصاحبة لانتشار فيروس كورونا، وتصاعد المخاوف العالمية، يزيد خوف الأمهات على أنفسهن، وأفراد أسرتهن، خاصة الأطفال.

## فيروس كورونا والمرأة العاملة في القطاع الطبي
على الصعيد العالمي، تشكل النساء 70% ممن يعملون في القطاع الصحي والاجتماعي، ويضطلعن بثلاثة أضعاف أعمال الرعاية غير مدفوعة الأجر في المنزل مقارنة بالرجال.
وفي هذا الصدد، قالت المديرة التنفيذية لهيئة الأمم المتحدة للمرأة، فومزيلي ملامبو-نكوكا، «إن ذلك يضع النساء تحت ضغط كبير؛ فغالبية من يعملون في القطاع الصحي من النساء مما يعرضهن لخطر أكبر. معظمهن أمهات ومقدمات الرعاية لأفراد الأسر فهن يواصلن تحمل عبء الرعاية، الذي هو في الأوقات العادية مرتفعًا بشكل غير متناسب».
وبالنسبة للأمهات العاملات في المجال الصحي- فهناك معاناة أخرى تنتظرهن نتيجة إغلاق المدارس- وهي عدم مقدرتهن على الحصول على إجازة للعناية بأطفالهن نتيجة الضغط على النظم الصحية، وفقا لليونسكو، حيث تكافح العديد من العاملات في المجال الطبي للعثور على رعاية لأطفالهن في الوقت الحالي.